# ماثيو مكاي
ماثيو مكاي هو طبيب أسنان وسياسي كندي، ولد في 6 أكتوبر 1858 في كندا، وتوفي في 14 فبراير 1937 في نفس البلد. حزبياً، نشط في الحزب الليبرالي الكندي. وقد انتخب عضو مجلس العموم الكندي.